# Francis Maseres
Francis Maseres, né le 15 décembre 1731 à Londres et mort le 19 mai 1824 à Reigate, est un avocat, un juge, un mathématicien et un historien britannique. Baron puîné de la Cour de l'échiquier, il fut procureur général de la Province de Québec et membre de la Société royale de Londres.

## Biographie
Francis Maseres est le fils du médecin Peter Abraham Maseres et de Magdalene du Pratt du Clareau. Les Masères sont des Français protestants qui ont quitté la France à la suite de la révocation de l'édit de Nantes en 1685. Il a un frère, nommé Peter.
Plus tard, il fait ses études à la Rev Richard Wooddeson's School de Kingston upon Thames, puis entre au Clare College de l’Université de Cambridge, où il obtient une licence ès arts (1752) et une maîtrise ès arts (1755). Il entre au Inner Temple pour y étudier le droit en 1750 et est admis au barreau en 1758.
Le 4 mars 1766, il est nommé procureur général de la nouvelle province britannique de Québec, l'ancien Canada français conquis en 1760 et cédé définitivement par la France par le Traité de Paris de 1763. Il prête le serment d’office le 26 septembre 1766 et exerce la fonction jusqu'à l'automne 1769.
En mars 1768, le gouvernement Carleton lui demande un rapport sur la réforme du système de lois qui doit s'appliquer dans la province. Il remet son rapport en février 1769.
De retour à Londres, il continue de s'intéresser aux affaires coloniales américaines. Dans un essai publié en 1770, il recommande que les colonies soient représentées au plus vite dans la Chambres de communes. Il est élu membre de la Société royale de Londres en 1771 et fait baron puîné de la Cour de l’échiquier en août 1773. Il est élu doyen des juges de la Cour du shérif de Londres en 1780.
Il s'implique dans le mouvement de réforme de la constitution du Québec qui reprend de plus belle avec la fin de la guerre américaine en 1783 et qui aboutit avec l'adoption de l'Acte constitutionnel de 1791. Il embrasse la cause de Pierre du Calvet qui entend faire le procès du gouverneur Haldimand.
Il était célibataire. Il meurt dans sa maison de campagne le 19 mai 1824 à l'âge de 93 ans.

## Ouvrages

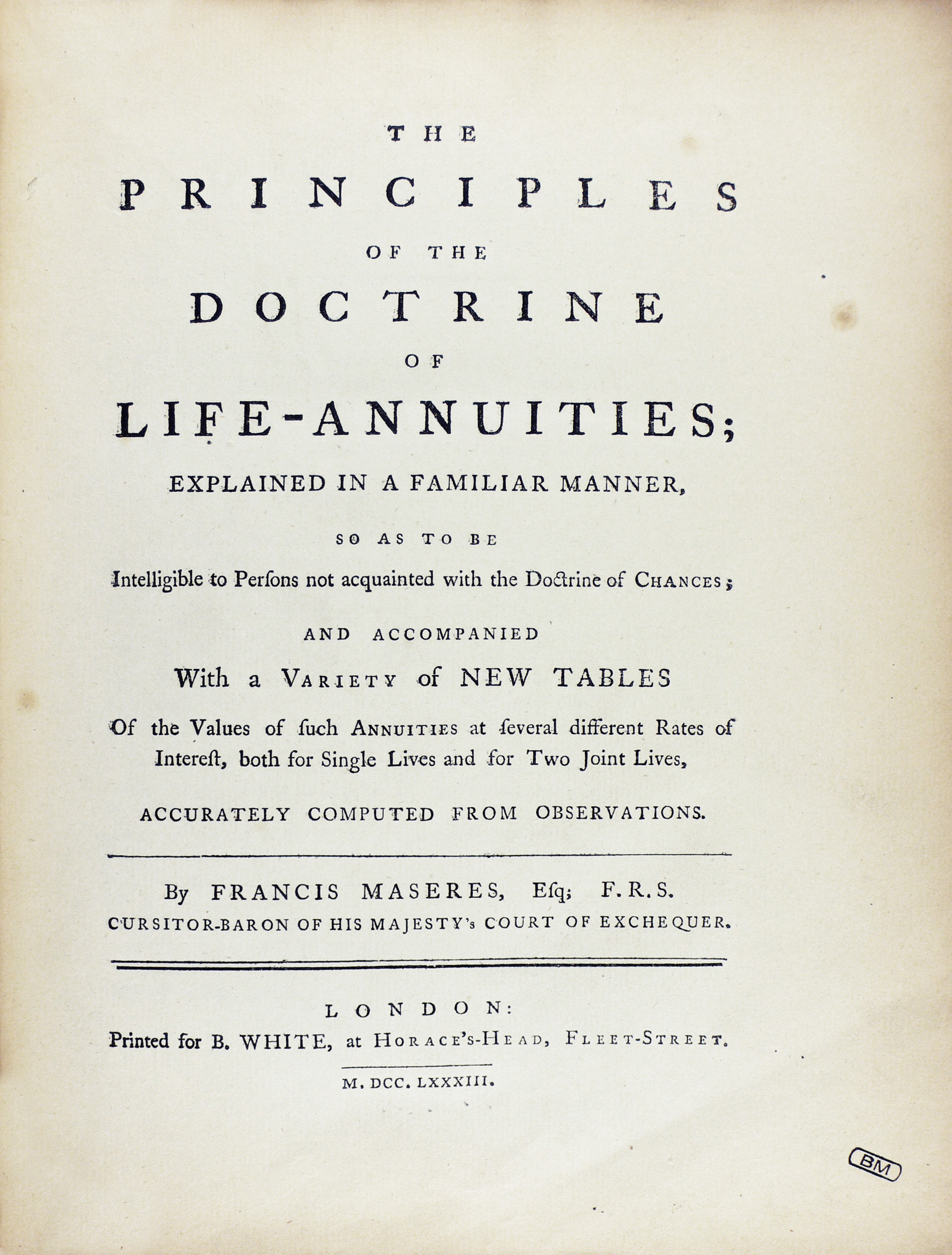
The principles of the doctrine of life-annuities, 1783.

- A Dissertation On the Use of the Negative Sign in Algebra; ..., 1758
- Elements of plane trigonometry… sur Google Livres, Londres, 1760
- Criminal Libel and the Duty of Juries, Londres, 1764 with Joseph Towers (en ligne)
- Considerations on the Expediency of Procuring an Act of Parliament for the settlement of the province of Quebec, Londres, 1766
- Considérations sur la nécessité de faire voter un acte par le parlement pour régler les difficultés survenues dans la province de Québec, Londres, 1766 (en ligne)
- Considerations on the Expediency of Admitting Representatives from the American Colonies into the British House of Commons, Londres, 1770
- A Collection of Several Commissions, and Other Public Instruments, Proceeding from His Majesty's Royal Authority, and Other Papers, Relating to the State of the Province in Quebec in North America, Since the Conquest of it by the British Arms in 1760, 1772 (en ligne)
- A Draught of an Act of Parliament for Tolerating the Roman Catholick Religion in the Province of Quebec, and for Encouraging the Protestant Religion Into the Said Province..., Londres, 1772
- Draught of An Act of Parliament for Settling the Laws of the Province of Quebec, Londres, 1772
- A Proposal for  Establishing Life-Annuities in Parishes for  the Benefit of the Industrious Poor, Londres, 1772
- Mémoire à la défense d’un plan d’acte de parlement pour l’établissement des loix de la province de Québec [...], Londres, 1773
- Réponse aux observations faites par Mr François Joseph Cugnet, secrétaire du gouverneur & Conseil de la province de Québec pour la langue françoise, sur le plan d'acte de parlement pour l’établissement des lois de la ditte province [...], Londres, 1773
- An Account of the Proceedings of the British, and other Protestant Inhabitants, of the Province of Quebeck, in North America, in Order to Obtain An House of Assembly in that Province, Londres, 1775
- Additional Papers Concerning the Province of Quebeck: Being An Appendix to the Book Entitled, "An Account of the Proceedings of the British and Other Protestant Inhabitants of the Province of Quebeck in North America in Order to Obtain a House of Assembly in that Province", Londres, 1776
- The Canadian Freeholder: In Two Dialogues Between an Englishman and a Frenchman, Settled in Canada..., Londres, 1777–1779 (vol. I, II and III)
- The Principles of the Doctrine of Life-Annuities;..., 1783 (en ligne)
- Questions, sur lesquelles on souhaite de sçavoir les réponses de Monsieur Adhémar et de Monsieur de Lisle, et d'autres habitants de la province de Québec, Londres, 1784
- The Case of Peter Du Calvet, Esq., of Montreal in the Province of Quebeck: Containing (amongst other things worth notice), An Account of the Long and Severe Imprisonment He Suffered in the Said Province..., Londres, 1784 [avec Pierre du Calvet] (en ligne)
- A Review of the Government and Grievances of the Province of Quebec, Since the Conquest of it by the British Arms, Londres, 1788
- Answer to an Introduction to the Observations Made by the Judges of the Court of Common Pleas, Londres, 1790
- Observations on Tithes .... By William Hales...To Which is Added a Second Edition of The Moderate Reformer..., Londres, 1794 (en ligne)
- The Principles of Algebra by William Frend, Londres, 1796 (en ligne) [Appendice par Francis Maseres]
- The Doctrine of Permutations and Combinations:..., Londres, 1795 (en ligne)
- Tracts on the Resolution of Affected Algebräick Equations by Dr. Halley's, Mr Raphson's, and Sir Isaac Newton's, Methods of Approximation, Londres, 1800 (en ligne) [avec Edmond Halley, William Frend, et John Kersey]
- Scriptores logarithmici or, A collection of several curious tracts on the nature and construction of logarithms, 1791-1807, 6 volumes, Londres
- Occasional Essays on Various Subjects: Chiefly Political and Historical..., Londres, 1809 (en ligne)
- The History of the Parliament of England... by Thomas May, Londres, 1812 [preface de Francis Maseres]
- Select Tracts Relating to the Civil Wars in England, in the Reign of King Charles the First: by Writers Who Lived in the Time of Those Wars and Were Witnesses of the Events Which They Describe, Londres, 1815 [à titre d'éditeur]
- The Maseres Letters, 1766-1768, Toronto, 1919 (en ligne)